# Francesco Quaresmio

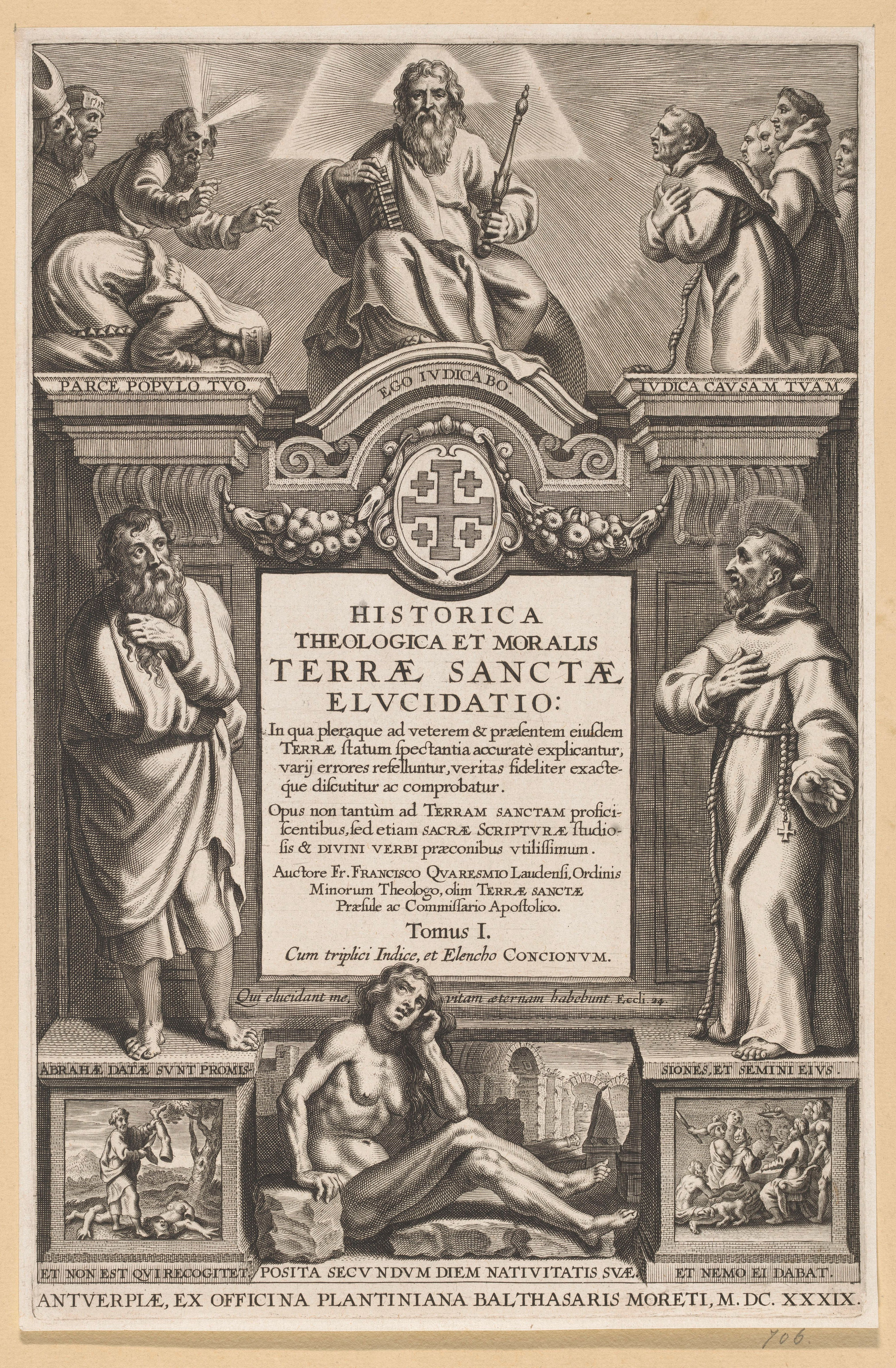
Titelseite der Schrift Historica, theologica et moralis Terrae Sanctae elucidatio

Francesco Quaresmio (auch Francesco Quaresmi, Franciscus Quaresmius; * 4. April 1583 in Lodi, Lombardei, Italien; † 25. Oktober 1656 in Mailand) war ein Orientalist bzw. Palästinologe und Franziskaner. 

## Leben
Francesco Quaresmio wurde am 4. April 1583 als Sohn des Adeligen Alberto Quaresmio und seiner Mutter Laura Papa geboren.  Er trat bereits etwa 1598, im Alter von etwa 15 Jahren. dem Konvent der Franziskaner von Mantua bei.
Quaresmio bereiste im Auftrag des Papstes wiederholt den Orient. 1618–1619 wurde er zum Präses der Kustodie des Heiligen Landes ernannt. Während dieser Zeit wurde er zweimal von den Türken festgenommen. Von 1620 an hielt er sich in Europa auf, bevor er 1625 wieder nach Jerusalem ging. Im darauffolgenden Jahr hielt er in der Grabeskirche eine an Philipp IV. von Spanien gerichtete Rede und forderte ihn auf, das Heilige Land zurückzuerobern.
Quaresmio betreute von 1627 bis 1629 die Mission der Chaldäer als deren stellvertretender Patriarch und päpstlicher Kommissar sowie die Mission der Maroniten. Er führte im Auftrag Papst Urbans VIII. die Gespräche in Mosul mit der chaldäischen Kirche, die zu einer Union der Kirchen führen sollte. Allerdings war dieser Sache kein Erfolg beschieden. 1629 unterbrach Quaresmio seinen Aufenthalt im nahen Osten, um dem Papst Bericht über die Lage der östlichen Kirchen zu erstatten. Danach reiste er wieder in den nahen Osten, wie lange er dort blieb, ist nicht bekannt.
Später kehrte Quaresmio nach Italien zurück, nur noch unterbrochen von Reisen innerhalb Europas (Deutschland, Frankreich, Belgien und Holland). Er verdiente sich den Respekt seiner Zeitgenossen als Prediger, Lehrer der Philosophie, Theologie und des kanonischen Rechts. Im Jahre 1637 wurde Quaresmio zunächst mit dem Amt des Guardians des Klosters S. Angelo in Mailand betraut; Von 1645 bis 1648 hatte er als Generaldefinitor und Generalprokurator in seinem Orden hohe Ämter inne.

## Werke (Auswahl)
- Francesco Quaresmio: Historica, theologica Et moralis Terrae Sanctae Elucidatio in qua pleraque ad veterem et praesentem ejusdem Terrae statum spectantia accurate explicantur varii errores refelluntur veritas fideliter exacteque discutitur et comprobatur. Band 1. ex officina Plantiniana Balthasaris Moreti, Antverpiae 1639 (Latein, archive.org).
- Francesco Quaresmio: Historica, theologica Et moralis Terrae Sanctae Elucidatio in qua pleraque ad veterem et praesentem ejusdem Terrae statum spectantia accurate explicantur varii errores refelluntur veritas fideliter exacteque discutitur et comprobatur. Band 2. ex officina Plantiniana Balthasaris Moreti, Antverpiae 1639 (Latein, archive.org).
- De sacratissimis D. N. J. Christi quinque vulneribus, varia, pia et luculenta tractatlo…, fünf Bände, Venedig 1652.